# 小槻大社

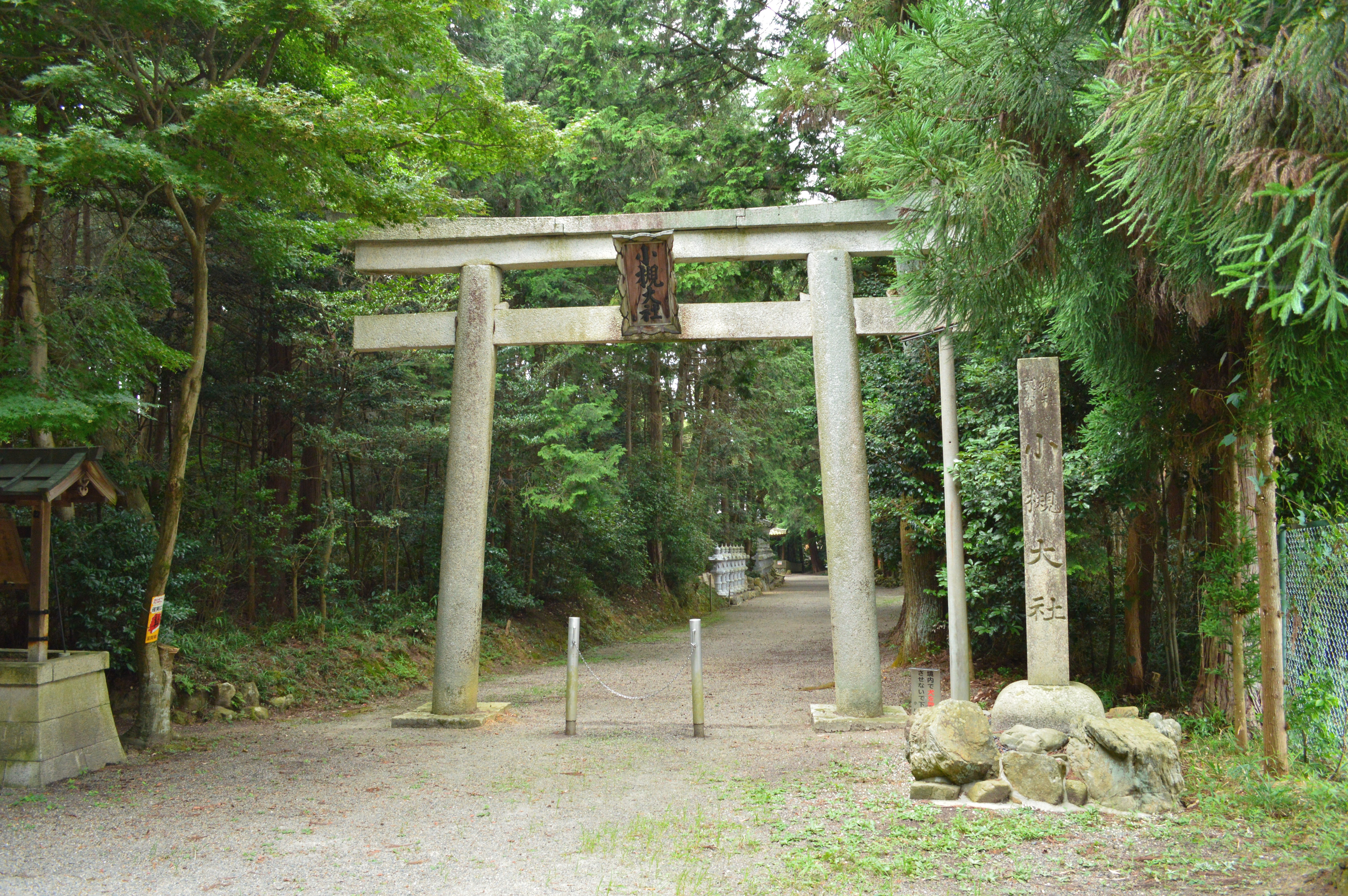
鳥居

小槻大社（おつきたいしゃ/おつぎたいしゃ/おづきたいしゃ）は、滋賀県栗東市にある神社。式内社で、旧社格は郷社。神紋は「下り藤」、「真向の兎」。境内で行われる「近江湖南のサンヤレ踊り」はユネスコ無形文化遺産となっている風流踊のうちの一つに指定されている。

## 祭神
- 於知別命（おちわけのみこと）[5]
「落別命」や「祖別命」とも表記される。第11代垂仁天皇の皇子で、小槻山君（小槻氏）の祖。文献によっては「息速別命」の表記も見られるが、息速別命は於知別命の異母兄弟になる。
- 大己貴命（おおなむちのみこと）
平安時代には小槻大社に境内を接して天台宗の楽音寺（覚音寺）があり、その関係により日吉西本宮から勧請・合祀されたと推測される。

『延喜式』神名帳の記載における祭神は1座。小槻大社では11世紀初頭の作とされる木造男神坐像2躯（伝落別命像・伝大巳貴命像）が伝えられており、この頃までには祭神は現在の2柱であった。

## 歴史
詳しい創建年代は不明であるが、社伝によると古代に栗太郡（現・草津市・栗東市一帯）の豪族である小槻山君（小月山公）が祖神である於知別命を祀ったのが当社の始まりであるという。
小槻山君は栗太郡の古代豪族で、朝廷に采女も献上したという。小槻大社内には小槻大社古墳群が残るほか、周辺には下戸山古墳（栗東市指定有形文化財）・地山古墳・岡遺跡（栗太郡衙跡）が残り、これらは小槻山君の関係史跡とされる。これらから小槻山君は栗太郡郡司クラスの家柄であったと推測されている。小槻山君は貞観15年（873年）に平安京に居を移し、のち小槻氏（官務家）として朝廷に仕えた。
国史では「小杖神」・「小丈神」・「少杖神」などの神名で、貞観5年（863年）に神階が従五位下、貞観7年（865年）に従五位上、延喜11年（911年）に従四位下に昇叙された旨が記されている。
延長5年（927年）成立の『延喜式』神名帳では近江国栗太郡に「小槻大社」と記載され、関係社の小槻神社（現・草津市青地町）とともに式内社に列している。社名の読みは「ヲツキノオホヤシロ」と振られる。また、平安時代の11世紀初頭の作になる木造男神坐像2躯（重要文化財）が現在に伝わっている。
小槻氏が中央に移ったのちは、付近に拠点を持つ青地氏の崇敬を受けて社頭が整備され、弘安4年（1281年）10月に青地基氏によって現在の本殿内陣の宮殿が新造されたている。康永2年（1343年）4月には青地重頼によって四脚門が造営された（非現存だが棟木のみ本殿の力棰に転用）。『園太暦』によれば、同年12月には青地重頼（源重頼）の申請によって正一位の極位が授けられている。その後、永正16年（1519年）には青地元真により現在の本殿（重要文化財）が再建された。しかし青地氏は、戦国時代に主家の六角氏の衰退とともに没落してしまった。
江戸時代には、慶長13年（1608年）に膳所藩主の戸田氏鉄から田の寄進があり、以後も黒印により安堵された。
明治維新後、1876年（明治9年）に近代社格制度において村社に列し、1881年（明治14年）に郷社に昇格した。

### 神階
- 六国史時代における神階奉叙の記録
  - 貞観5年（863年）12月3日、従五位下 （『日本三代実録』）[原 2] - 表記は「少杖神」。
  - 貞観7年（865年）12月5日、従五位下から従五位上 （『日本三代実録』）[原 3] - 表記は「小丈神」。
  - 元慶6年（882年）10月9日、従五位上から従五位上ママ （『日本三代実録』）[原 6] - 表記は「小杖神」。正五位下の誤りか[1]。
- 六国史以後
  - 延喜11年（911年）2月2日、従四位下 （『日本紀略』）[原 4] - 表記は「小杖神」。
  - 康永2年（1343年）12月、正一位 （『園太暦』）[原 5] - 表記は「小杖社」。

## 境内
- 本殿（重要文化財） - 室町時代後期の再建。一間社流造で、屋根は檜皮葺。太い木割を使用して彫刻装飾が少なく、組物も古式の舟肘木にするなど、全体に簡素ながら雄健な建築になる。棟札写や棟木の墨書では永正16年（1519年）の青地元真による再建の旨が記され、様式上からもその頃のものとされる。本殿とともに棟札2枚も伝わっており、それぞれ享保8年（1723年）・文化12年（1815年）の屋根葺替を記す。本殿内陣には宮殿（くうでん）1基を置き、宮殿内に木造の男神坐像2躯（重要文化財）を安置する。宮殿は本殿より古い弘安4年（1281年）の墨書を有する。この本殿は、宮殿・棟札2枚（いずれも附指定）と合わせて重要文化財に指定されている[9][8][4]。
- 幣殿 - 1956年（昭和31年）の造営。屋根は檜皮葺。
- 拝殿 - 江戸時代の再建。入母屋造、屋根は瓦葺[8]。
- 一の鳥居 - 1930年（昭和5年）の造営。鳥居に関して、古くは延享2年（1745年）に現在の名神高速道路付近に建てられた記録があり、その礎石は御旅所に移築され現存する[10]。
- 御旅所（若宮社） - 栗東市岡に所在し、岡遺跡（栗太郡衙跡）に隣接する（北緯35度00分37.81秒 東経135度59分07.23秒 / 北緯35.0105028度 東経135.9853417度）。
- 小槻大社古墳群 - 境内には小槻大社古墳群と称される古墳時代中期から後期（5世紀から6世紀）の円墳・方墳10数基がある[11]。
  - 1号墳 - 古墳群中最大規模で、直径25メートルの円墳[11]。墳丘上に残る石材から横穴式石室の可能性が指摘される[11]。
  - 10号墳 - 当社境内から西方の尾根上に位置する。南北15.5メートル・東西13.5メートルの方墳で、5世紀後半の築造とされる。1990年（平成2年）と1999年（平成11年）の2度発掘調査が行われ、割竹形木棺2基とともに木棺から鉄剣・竪櫛が、周濠から須恵器が出土している[11]。その他の古墳の詳細は明らかでない[11]。これら古墳群の被葬者は、小槻山君一族と推測されている[11]。

### 摂末社
- 八坂社（祇園社） - 本殿向かって右に鎮座。
- 日吉社（山王社） - 本殿向かって左に鎮座。
- 稲荷社 - 参道横に鎮座。
- 龍王社 - 小槻大社古墳上に鎮座。
- 境外社
  - 十二将神社 - 鎮座地は栗東市下戸山（北緯35度00分17.43秒 東経135度59分28.81秒 / 北緯35.0048417度 東経135.9913361度）。境内は楽音寺（覚音寺）の跡地と伝わる。
    - 十二将神社境内社：弁天社、祇園社

  - 八幡神社

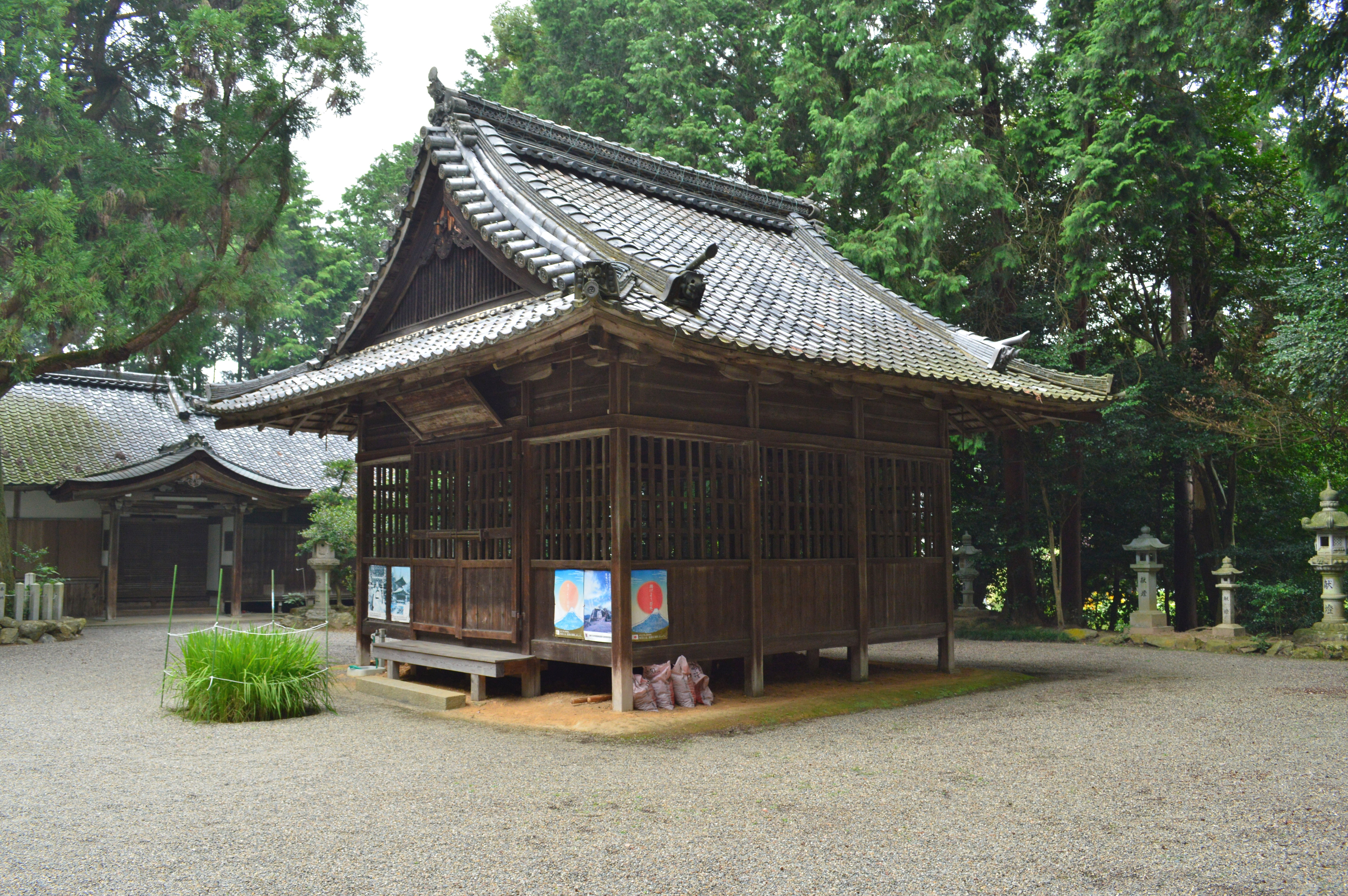
拝殿
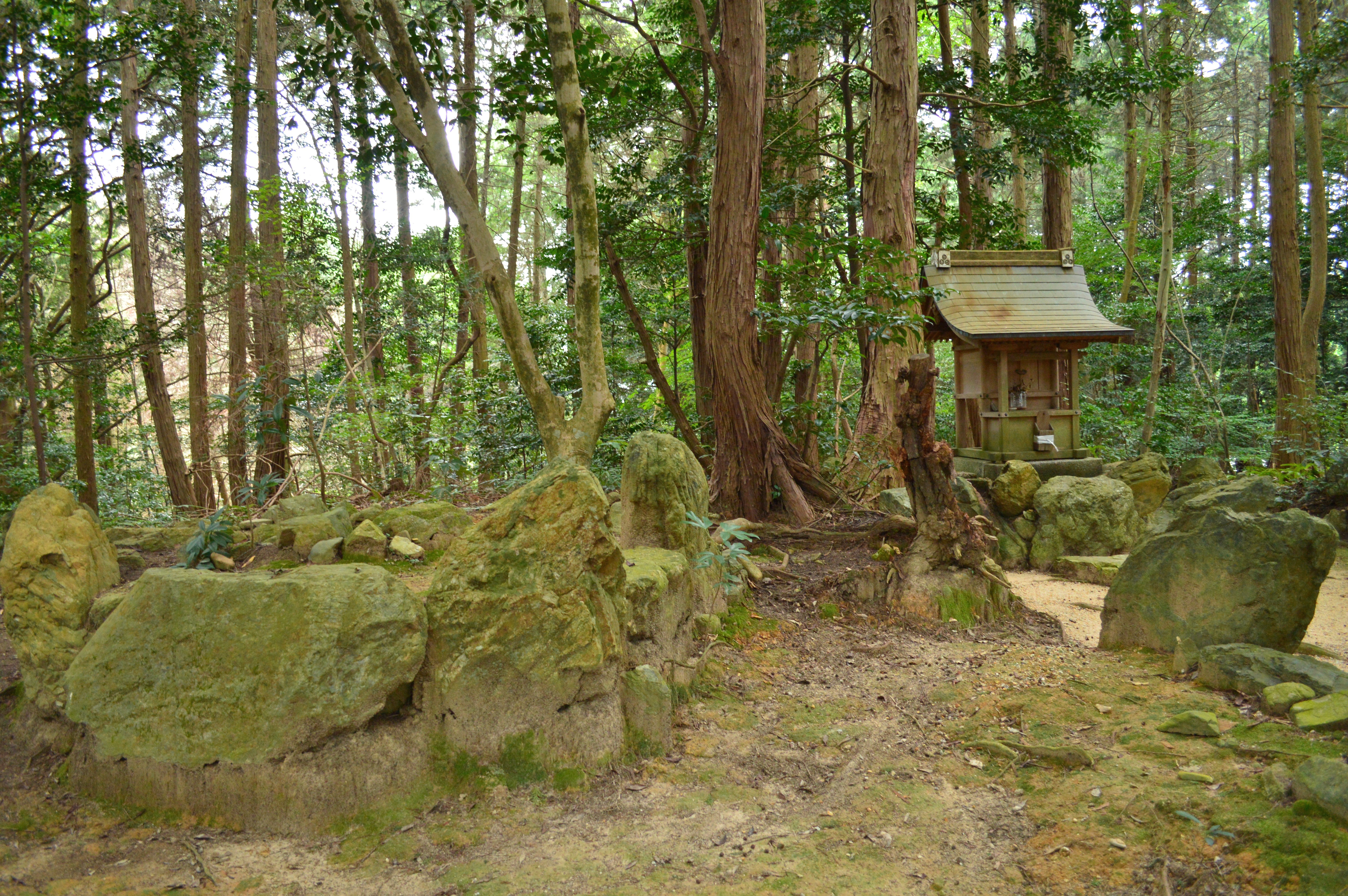
伝古墳石材（手前）と境内社の龍王社
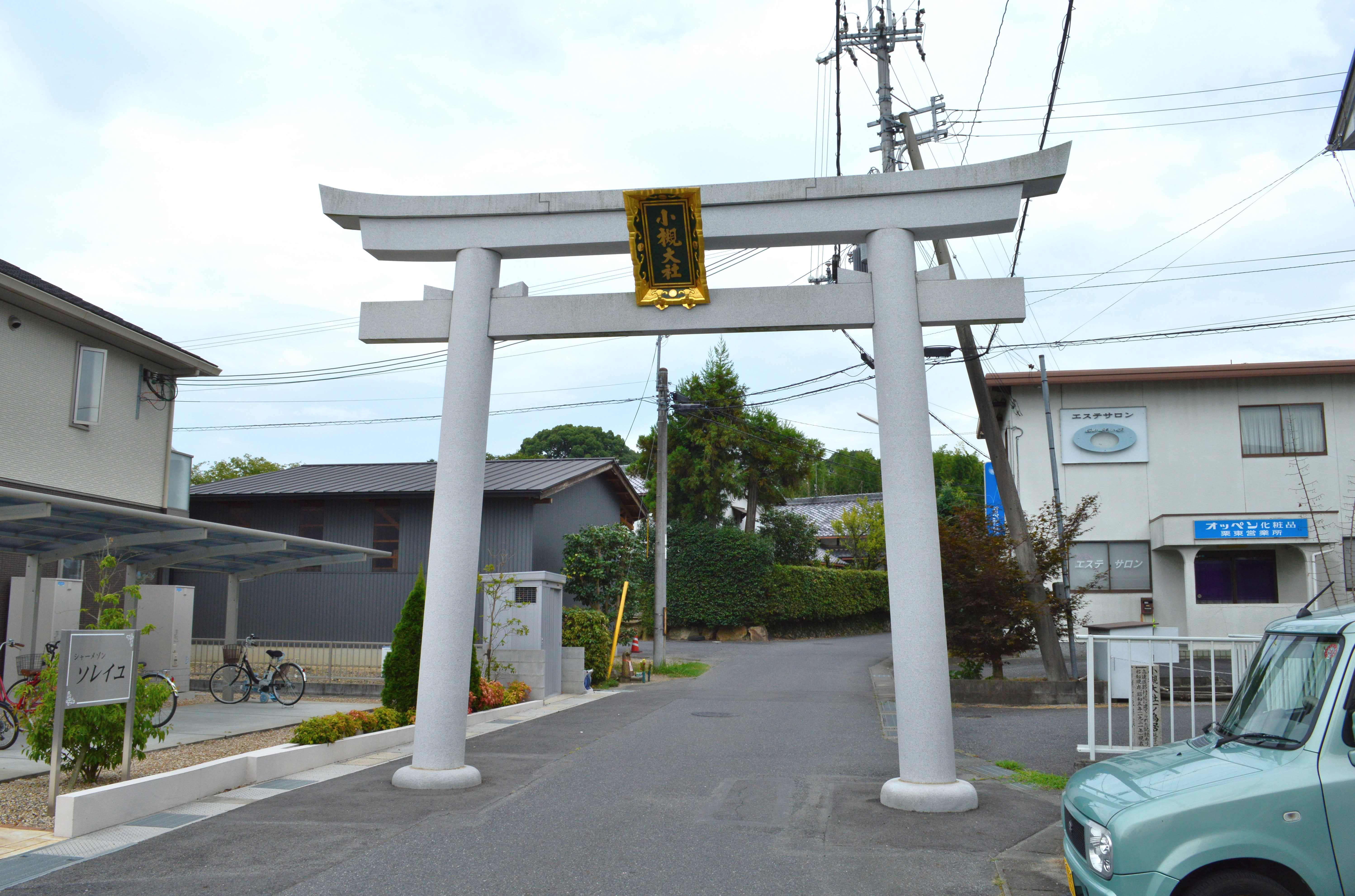
一の鳥居
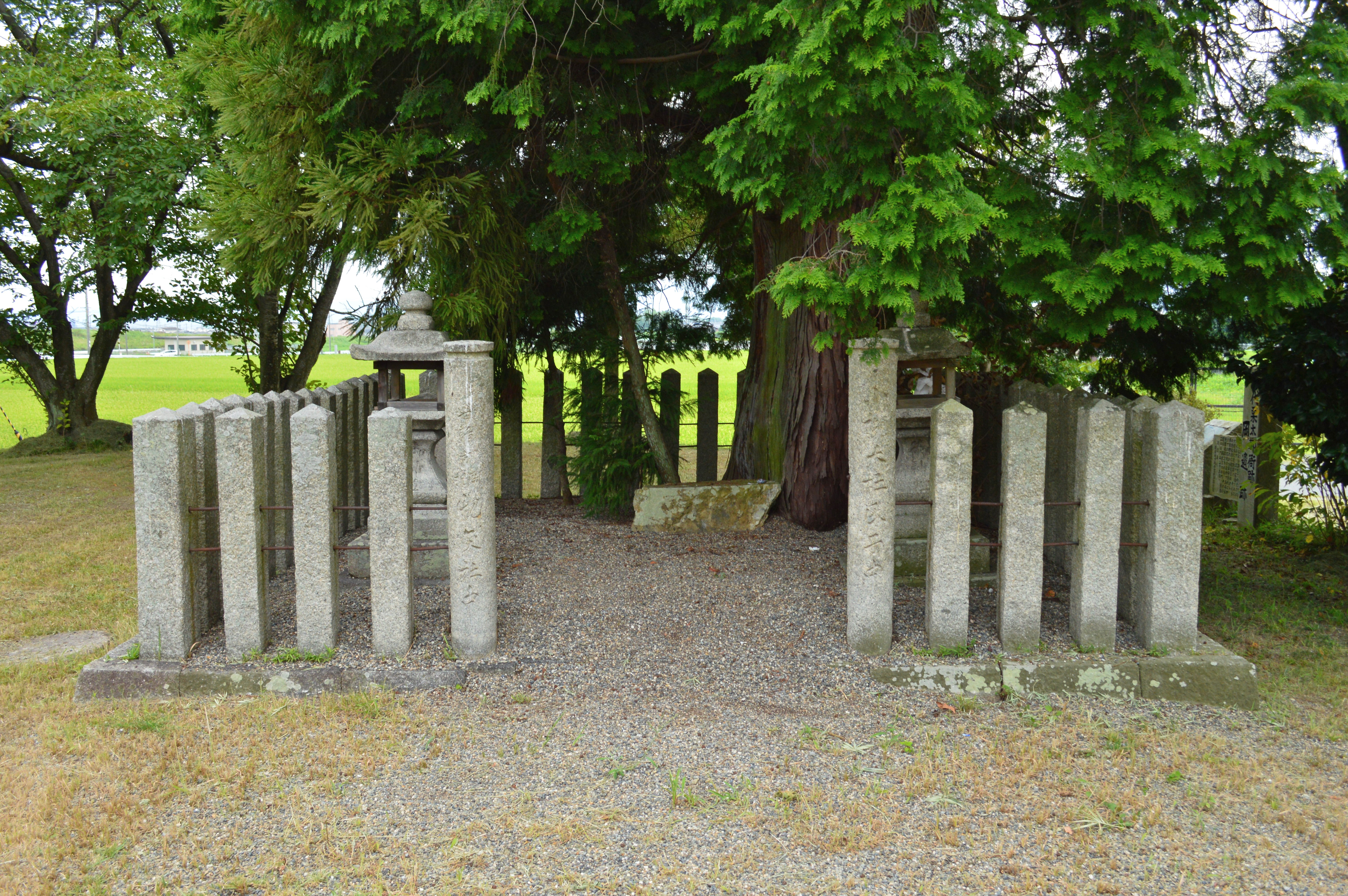
御旅所（若宮社）
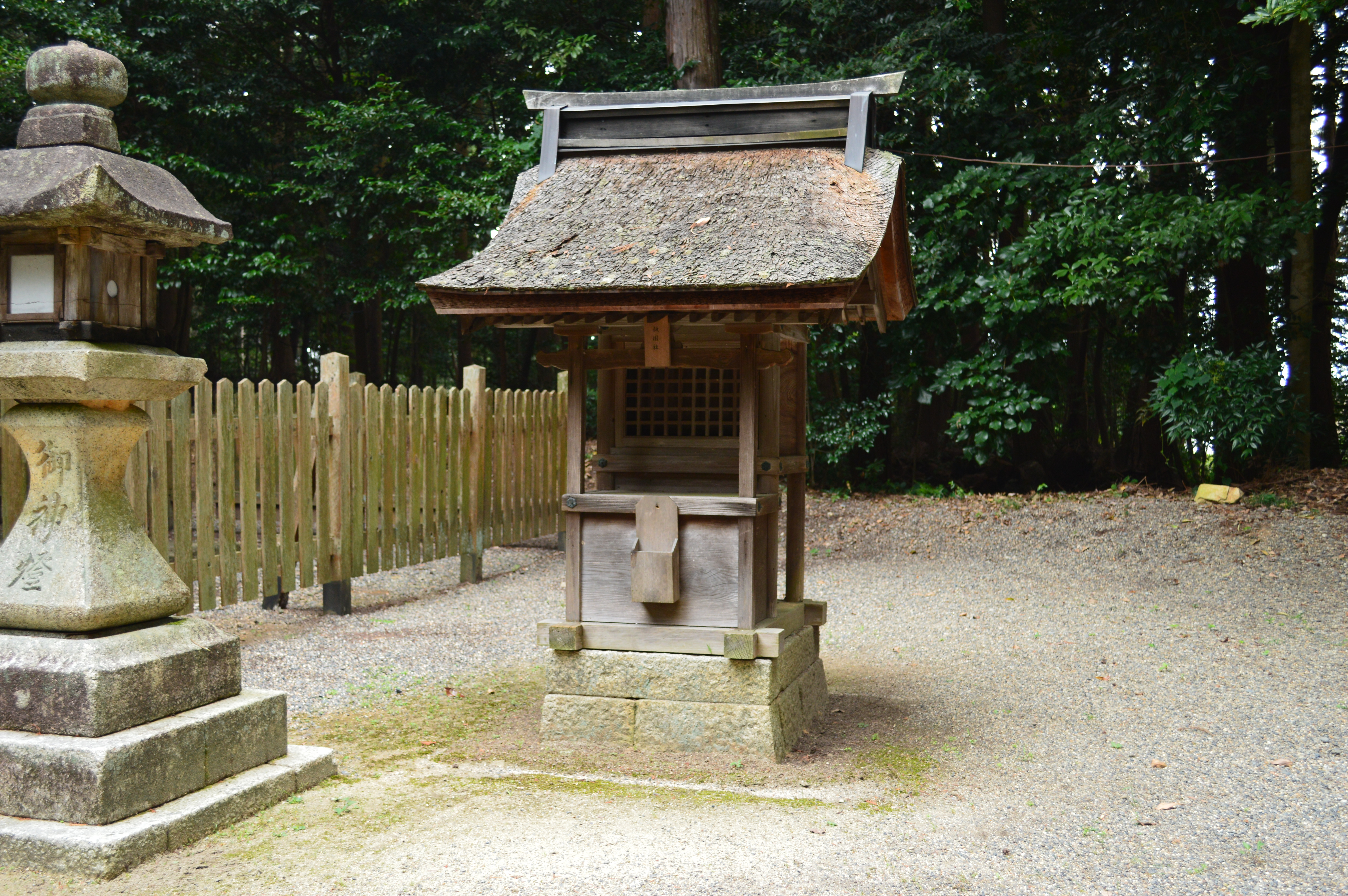
八坂社（祇園社）
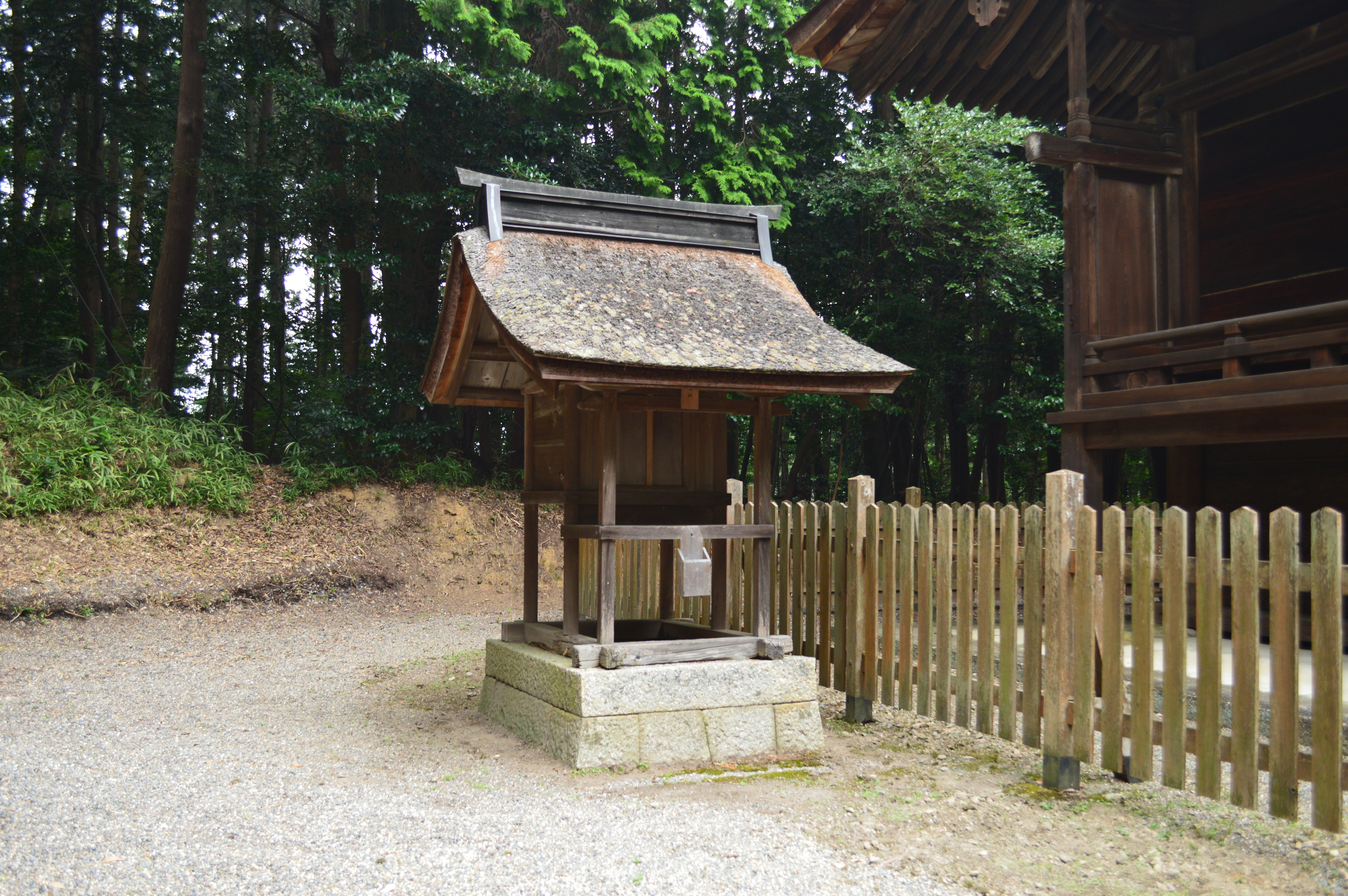
日吉社（山王社）
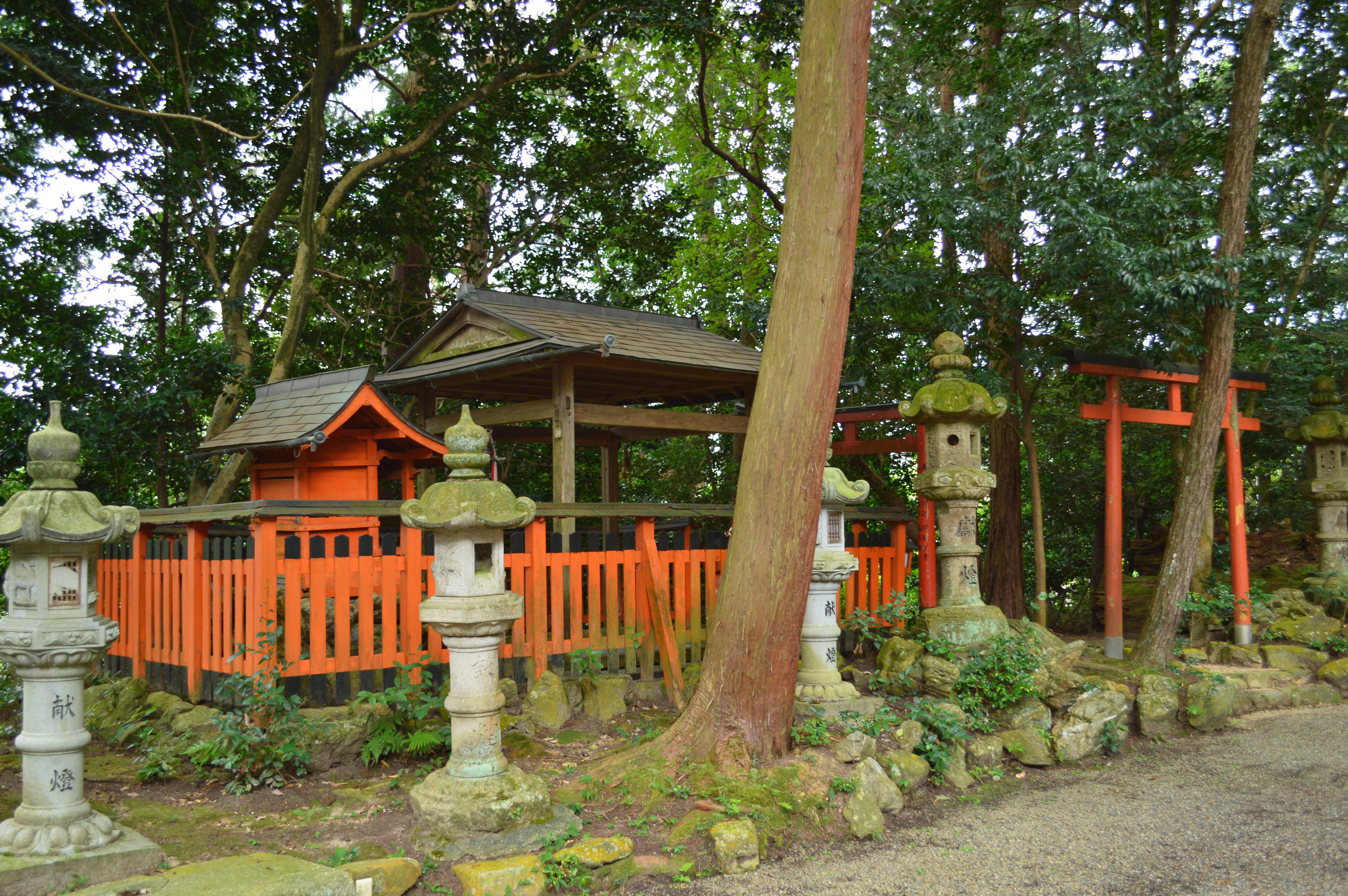
稲荷社
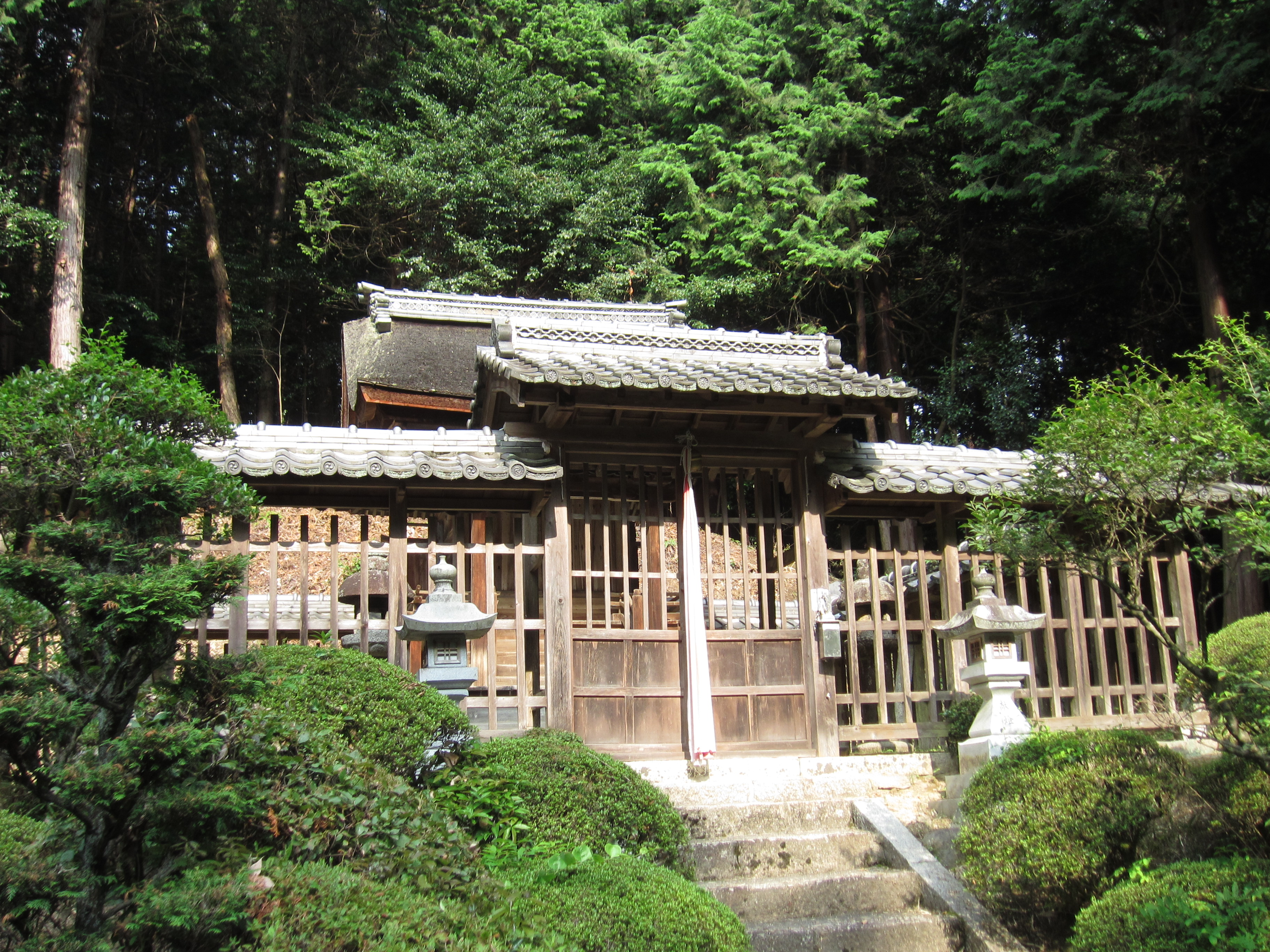
十二将神社（境外社）

## 主な祭事
5月5日に行われる例祭は「小杖祭り」と通称される。古くは卯月初卯日であったが、1909年（明治42年）から5月5日に斎行される。祭りの主をなす花傘踊りは、現在では5地域の輪番制で担当されるが、永徳2年（1382年）の板札によれば古くは「榊本家」と称される有力な家筋が担ったとされる。
祭りでは、岡遺跡（栗太郡衙跡）付近の御旅所まで神輿が行列とともに渡御し、小槻大社本殿前や御旅所など数ヶ所では特に花傘踊りを奉納する。この花傘踊りの中心はあでやかな衣装を着た子役で、これに傘鉾（花傘）を持った大人が続き、踊り歌を歌いながら華やかに舞う。これは太鼓踊りが風流化したものとされる。この小杖祭りでの祭礼は、1988年（昭和63年）に滋賀県の記録作成等の措置を講ずべき無形民俗文化財（選択無形民俗文化財）に選択されたのち、2020年（令和2年）には草津市内の祭礼と合わせて「近江湖南のサンヤレ踊り」として国の重要無形民俗文化財に指定されている。さらに、「近江湖南のサンヤレ踊り」は2022年（令和4年）11月30日にユネスコ無形文化遺産となった風流踊のうちの一つに指定された。

## 文化財

### 重要文化財
- 本殿（附 宮殿1基、棟札2枚）（建造物）
室町時代後期の造営。1958年（昭和33年）5月14日指定[4]。
- 木造男神坐像 2躯（彫刻）
平安時代、11世紀初頭の作。伝落別命像、伝大巳貴命像の2躯。1997年（平成9年）6月30日指定[15][16]。
  - 主神像の伝落別命像は、ヒノキ材の一木造で、像高60.6センチメートル。持物の笏・垂纓は別材とするが亡失。幞頭冠を頂き、朱袍を着る[12]。
  - 配神像の伝大巳貴命像は、ヒノキ材の一木造で、像高48.8センチメートル。持物の笏・垂纓は別材とするが亡失。幅広の冠を頂き、鬚を持ち、緑袍を着る[12]。

### 重要無形民俗文化財
- 近江湖南のサンヤレ踊り - 小杖祭りのほか、草津市内の祭礼を包括。2020年（令和2年）3月16日指定[14]。小杖祭り保存会保有。ユネスコ無形文化遺産となっている風流踊のうちの一つに指定されている。

### 滋賀県選択無形民俗文化財
- 小杖祭りの祭礼芸能 - 小杖祭り保存会保有。

### その他
- 神輿飾鳳凰・華鬘
室町時代の作。神輿に飾る鳳凰と華鬘で、いずれも鋳銅製。前者は高さ54.0センチメートル、後者は縦16.7センチメートル・横15.5センチメートル[17]。

## 所在地
- 滋賀県栗東市下戸山1200

## アクセス
- JR草津線手原駅よりくりちゃんバス（治田金勝線）で下戸山宮ヶ谷停留所下車、徒歩3分。
- 名神高速道路栗東ICから車で10分。

## 周辺
- 下戸山古墳 - 4世紀末から5世紀初頭の首長墓。直径55メートルの円墳。栗東市指定史跡。
- 地山古墳 - 下戸山古墳に次ぐ5世紀前半の首長墓。墳丘長90メートルの帆立貝形古墳。

### 原典
1. ↑  『日本三代実録』貞観15年（873年）12月2日条。
2. 1 2  『日本三代実録』貞観5年（863年）12月3日条。
3. 1 2  『日本三代実録』貞観7年（865年）12月5日条。
4. 1 2  『日本紀略』延喜11年（911年）2月2日条。
5. 1 2  『園太暦』康永3年（1344年）8月29日条。
6. ↑  『日本三代実録』元慶6年（882年）10月9日条。